# جورج لي (لاعب كرة قدم أمريكية)
جورج لي (بالإنجليزية: George Lee)‏ هو لاعب كرة قدم أمريكية أمريكي، ولد في 2 نوفمبر 1873 في ليفنوورث في الولايات المتحدة، وتوفي في 10 فبراير 1927 في شيكاغو في الولايات المتحدة.